# Gare de Liesle
La gare de Liesle est une gare ferroviaire française, elle se situe sur la ligne de Franois à Arc-et-Senans entre les arrêts de Arc-et-Senans (côté Mouchard/Lons-le-Saunier) et Byans (côté Besançon-Viotte).

## La gare
Le bâtiment de la gare a été détruit mais il existe toujours un point d'arrêt pour quelques TER.

## Fréquentation
La fréquentation de la gare est détaillée dans le tableau ci-dessous :
| Année     | 2015  | 2016  | 2017  | 2018  | 2019  | 2020  | 2021  | 2022   | 2023   |
| --------- | ----- | ----- | ----- | ----- | ----- | ----- | ----- | ------ | ------ |
| Voyageurs | 8 435 | 7 003 | 5 420 | 4 209 | 7 137 | 8 911 | 8 761 | 10 785 | 11 345 |

## Service des voyageurs

### Desserte
| Origine         | Arrêt précédent | Train | Train                       | Train | Arrêt suivant | Destination                        |
| --------------- | --------------- | ----- | --------------------------- | ----- | ------------- | ---------------------------------- |
| Besançon-Viotte | Byans           |       | TER Bourgogne-Franche-Comté |       | Arc-et-Senans | Lons-le-Saunier ou Bourg-en-Bresse |

## Galerie photos

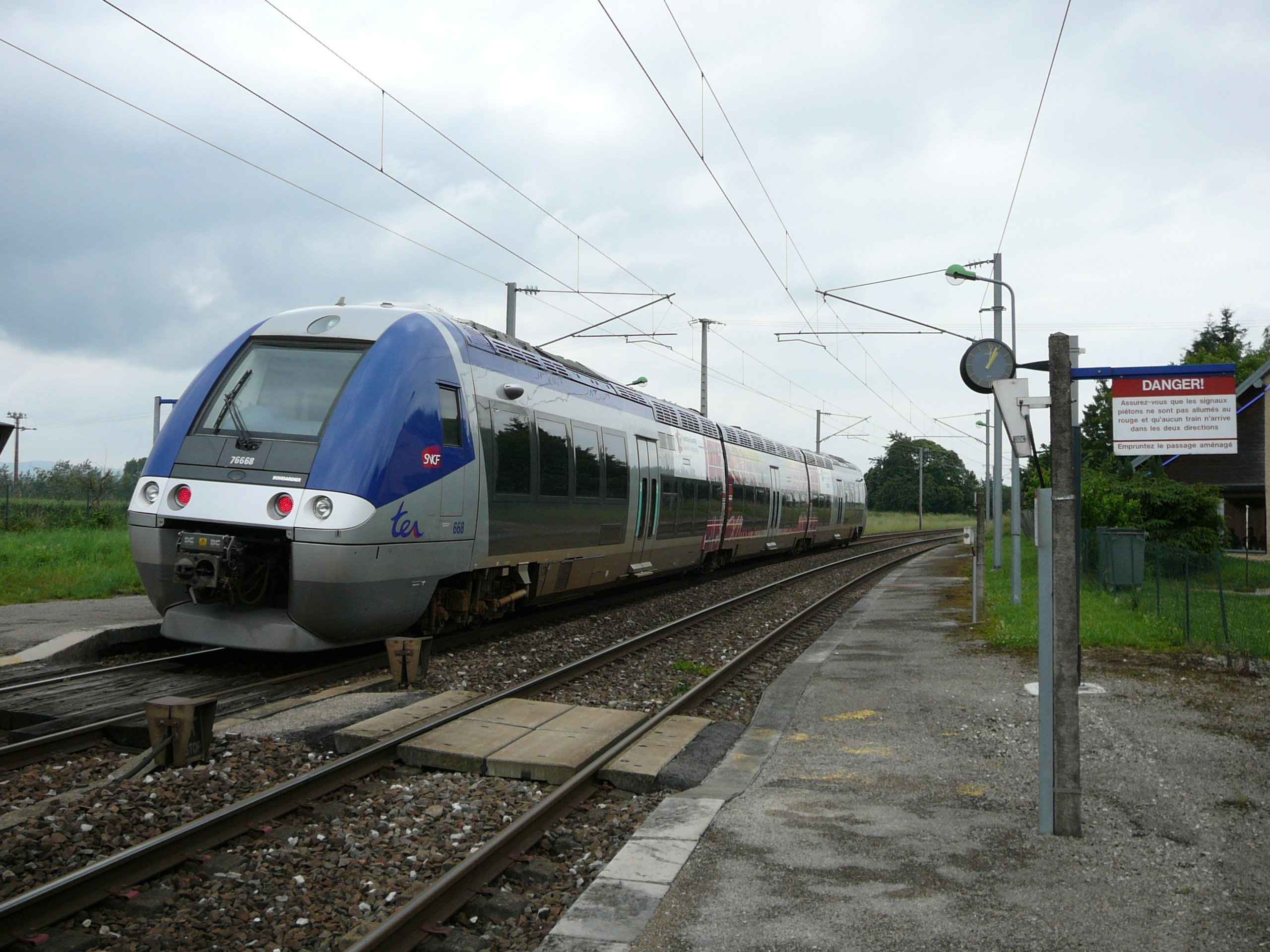
Vue direction Mouchard / Lons-le-Saunier, avec un XGC pour Lons-le-Saunier.
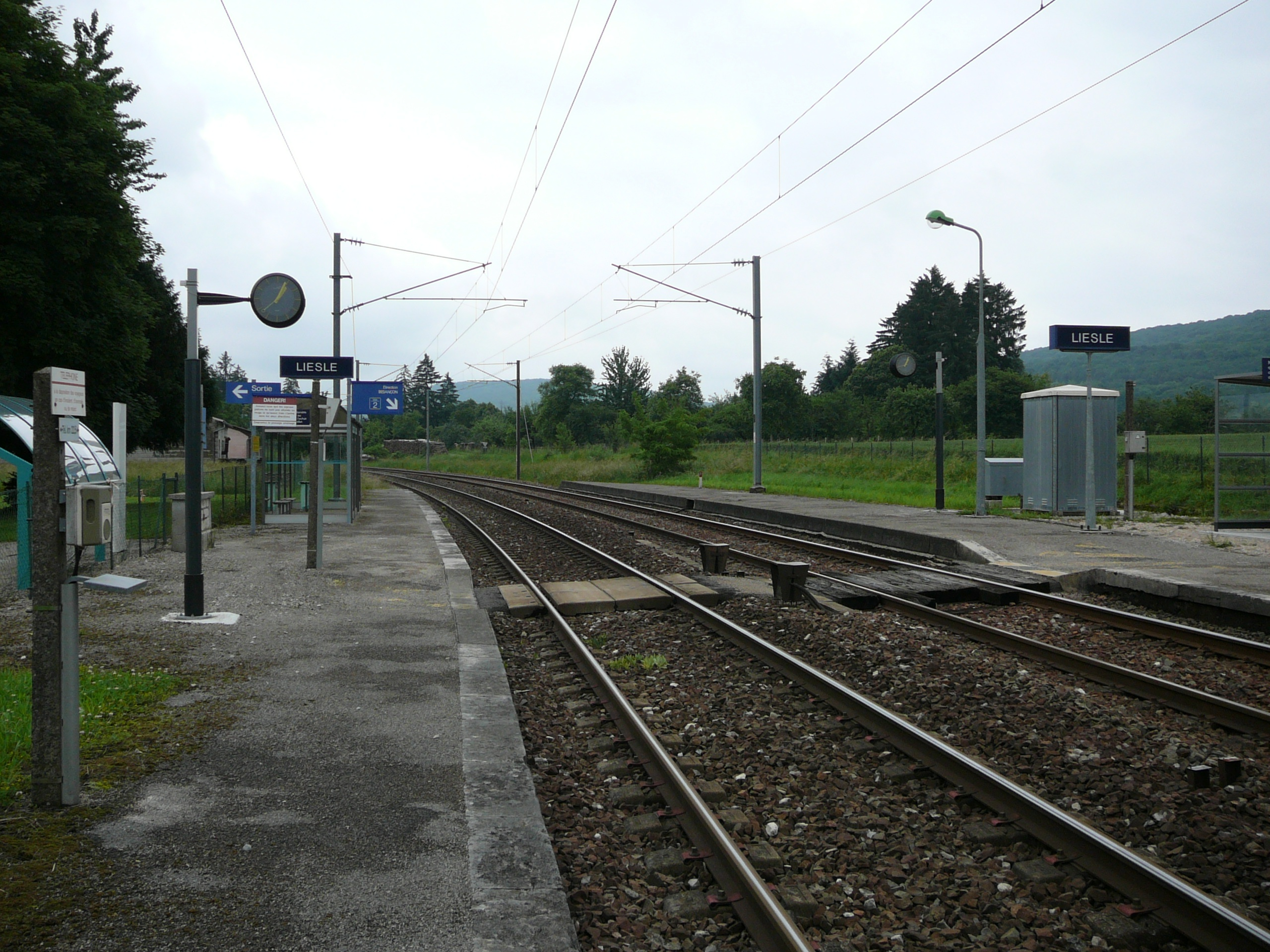
Vue en direction de Besançon.